# Przełączka pod Kufą
Przełączka pod Kufą (ok. 1480 m) – płytka przełęcz w północnej grani Siwego Zwornika w polskich Tatrach Zachodnich. Znajduje się pomiędzy północnym grzbietem Kominiarskiego Wierchu zwanym Kufą a Wierchem Świerkule (ok. 1490 m). Stoki zachodnie opadają do górnej części Doliny Dudowej (odnoga Doliny Chochołowskiej), wschodnie do Tylkowego Żlebu w górnej części Doliny Lejowej.
Rejon przełęczy znajduje się w górnej granicy lasu. Na zdjęciach lotniczych mapy Geoportalu jest on rzadki i w rejonie przełęczy są trawiaste obszary. Nie prowadzi tędy żaden znakowany szlak turystyczny, ale na mapie zaznaczona jest ścieżka prowadząca z Niżniej Polany Kominiarskiej wzdłuż Tylkowego Żlebu przez Przełączkę pod Kufą i pod Tylkowiańskimi Spadami z powrotem do Niżniej Polany Kominiarskiej grzbietem oddzielającym Tylkowy Żleb od żlebu Zabijak. Dawniej stoki przełęczy były obszarami pasterskimi (tzw. haliznami) hali Kominy Dudowe i hali Kominy Tylkowe.
Powyżej Przełączki pod Kufą zaczyna się zamknięty dla taterników, grotołazów i turystów obszar ochrony ścisłej „Kominy Tylkowe” obejmujący rejon Kominiarskiego Wierchu.

## Przypisy

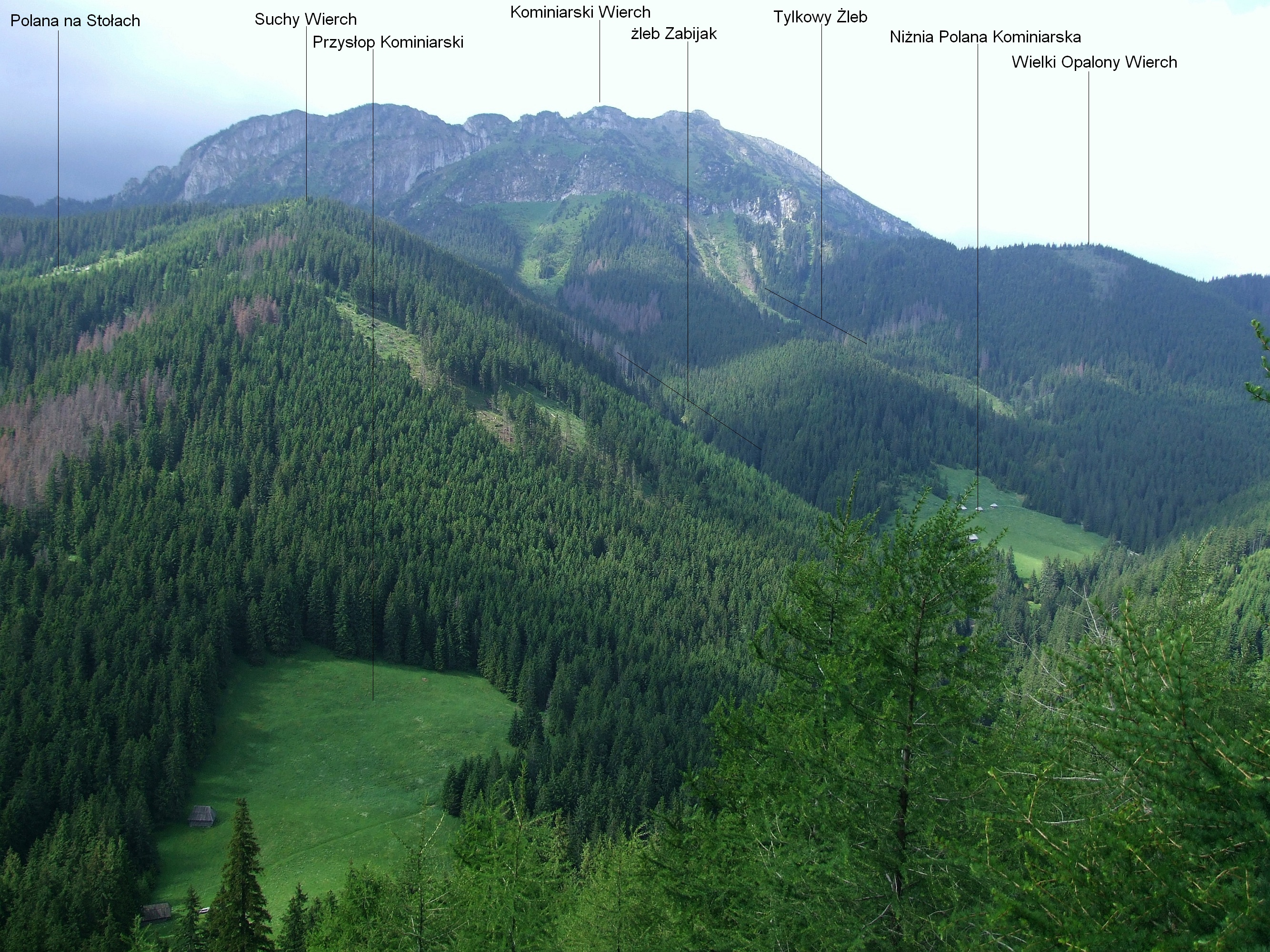
Widok z Zadniej Kopki